# Johan Dalsgaard

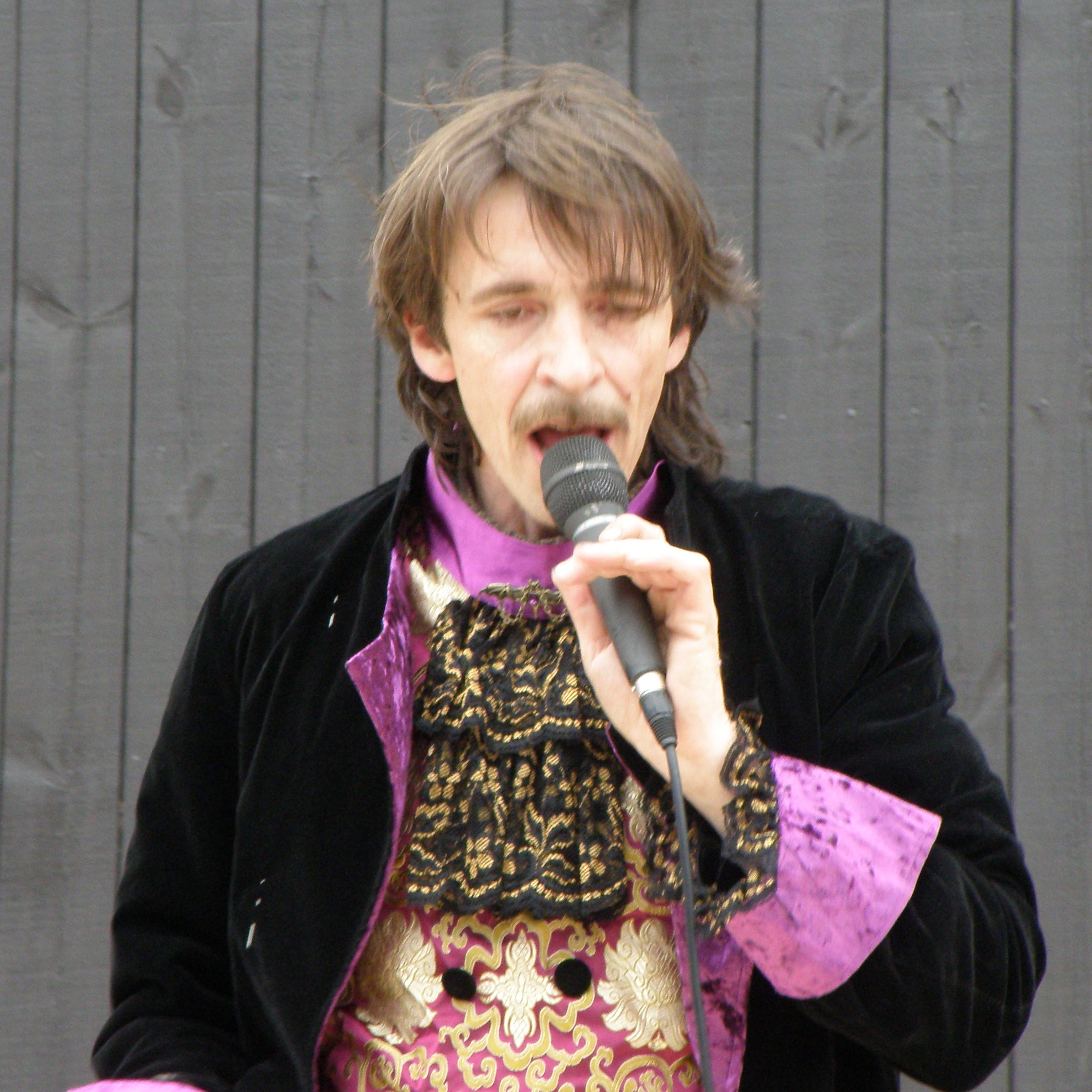
Johan Dalsgaard.

Johan Dalsgaard (även Johan í Kollafirði), född 30 april 1966 i Köpenhamn, är en färöisk skådespelare och underhållare. Dalsgaard har bland annat grundat ett uttalat skämtparti, Hin Stuttligi Flokkurin, "Det roliga partiet", som fick 2,4 % av rösterna vid valet till det färöiska lagtinget 2004 (vilket inte riktigt räckte till något mandat i parlamentet).

## Filmografi
- 1999 – Bye Bye Bluebird